# Liste von Sakralbauten im Landkreis Merzig-Wadern
Die Liste von Sakralbauten im Landkreis Merzig-Wadern listet Kirchen, Kapellen und sonstige Sakralbauten im nordsaarländischen Landkreis Merzig-Wadern auf. Der Landkreis Merzig-Wadern ist traditionell sehr stark römisch-katholisch geprägt. Es gibt nur vereinzelte evangelische Kirchen.

## Liste
| Bild | Inneres | Name                              | Kon- fession | Gemeinde/Ortsteil                          | Bauzeit              | Anmerkungen / Baustil |
| ---- | ------- | --------------------------------- | ------------ | ------------------------------------------ | -------------------- | --- |
|      |         | St. Peter                         | röm.-kath.   | Merzig (Standort)                          | 12. Jh.              | Romanische Basilika |
|      |         | St. Josef                         | röm.-kath.   | Merzig (Standort)                          | 1959                 | Rundbau aus Beton |
|      |         | Friedenskirche                    | ev.          | Merzig (Standort)                          | 1865                 | Neugotischer Kirchenbau |
|      |         | Neuapostolische Kirche            | neuap.       | Merzig (Standort)                          | ~ 1950               | |
|      |         | Herz Jesu                         | röm.-kath.   | Merzig/Besseringen (Standort)              | 1907                 | Neugotischer Kirchenbau |
|      |         | St. Maria Magdalena               | röm.-kath.   | Merzig/Brotdorf (Standort)                 | 1602/1932            | |
|      |         | St. Agatha                        | röm.-kath.   | Merzig/Merchingen (Standort)               | 1930                 | |
|      |         | St. Martin                        | röm.-kath.   | Merzig/Bietzen (Standort)                  | 1932                 | Architekt: Peter Marx |
|      |         | St. Maria                         | röm.-kath.   | Merzig/Harlingen (Standort)                | 1727                 | Barocke Wallfahrtskapelle |
|      |         | St. Clemens                       | röm.-kath.   | Merzig/Menningen (Standort)                | 17. Jh.              | Barocke Filialkirche |
|      |         | St. Quiriakus                     | röm.-kath.   | Merzig/Mechern (Standort)                  | 1718/ 1817/ 1951     | |
|      |         | St. Johannes der Täufer           | röm.-kath.   | Merzig/Mondorf (Standort)                  | 1845                 | |
|      |         | St. Maria                         | röm.-kath.   | Merzig/Silwingen (Standort)                | ~ 17. Jh.            | |
|      |         | St. Petrus in Ketten              | röm.-kath.   | Merzig/Hilbringen (Standort)               | 1891                 | Neugotische Pfarrkirche |
|      |         | St. Josef                         | röm.-kath.   | Merzig/Ballern (Standort)                  | 1954                 | |
|      |         | St. Wendelinus                    | röm.-kath.   | Merzig/Fitten (Standort)                   | 1724                 | Filialkirche bzw. Kapelle |
|      |         | St. Laurentius                    | röm.-kath.   | Merzig/Schwemlingen (Standort)             | 1914                 | Neubarocke Pfarrkirche |
|      |         | Mariä Heimsuchung                 | röm.-kath.   | Merzig/Büdingen (Standort)                 | 1825                 | Saalkirche |
|      |         | St. Josef                         | röm.-kath.   | Merzig/Wellingen (Standort)                | 1968                 | Filialkirche bzw. Kapelle |
|      |         | Maria Königin                     | röm.-kath.   | Merzig/Weiler (Standort)                   | 1824                 | Filialkirche bzw. Kapelle |
|      |         | St. Johannes und Paulus           | röm.-kath.   | Beckingen (Standort)                       | 1863                 | Neogotische Pfarrkirche; Klais-Orgel aus dem Jahr 1913 |
|      |         | Martinskirche                     | ev.          | Beckingen (Standort)                       | 1958                 | |
|      |         | St. Leodegar                      | röm.-kath.   | Beckingen/Düppenweiler (Standort)          | 1900 1958            | Neogotische Pfarrkirche; Kirchturm aus dem Jahr 1958 |
|      |         | St. Mauritius und Gefährten       | röm.-kath.   | Beckingen/Haustadt (Standort)              | 1920                 | Neubarocke Pfarrkirche; Stillgelegte Späth-Orgel aus dem Jahr 1924 |
|      |         | St. Johannes                      | röm.-kath.   | Beckingen/Erbringen (Standort)             | 1972                 | |
|      |         | St. Lucia                         | röm.-kath.   | Beckingen/Erbringen (Standort)             | 15. Jh./ 1772        | Filialkirche bzw. Kapelle |
|      |         | St. Katharina                     | röm.-kath.   | Beckingen/Honzrath (Standort)              | 1693/ 1863           | Filialkirche bzw. Kapelle |
|      |         | St. Andreas und Mariä Himmelfahrt | röm.-kath.   | Beckingen/Reimsbach (Standort)             | 1901                 | Neugotische Pfarrkirche; Originale Hock-Orgel aus dem Jahr 1904 |
|      |         | St. Barbara                       | röm.-kath.   | Beckingen/Saarfels (Standort)              | 1960                 | |
|      |         | St. Wendalinus-Kapelle            | röm.-kath.   | Beckingen/Saarfels (Standort)              | 15. Jh.              | Ehemalige Dorfkirche St. Barbara; Seit dem Bau der neuen Kirche im Jahr 1960 nur noch als Kapelle genutzt. |
|      |         | St. Peter und Paul                | röm.-kath.   | Losheim am See (Standort)                  | 1948                 | Neoromanische Basilika |
|      |         | Evangelische Kirche               | ev.          | Losheim am See (Standort)                  | 1975                 | |
|      |         | St. Willibrord                    | röm.-kath.   | Losheim am See/Bachem (Standort)           | 1924                 | Neubarockes Kirchengebäude |
|      |         | Heilig Kreuz                      | röm.-kath.   | Losheim am See/Rimlingen (Standort)        | 1744 1966            | 1966 umfassend erweitert |
|      |         | St. Blasius                       | röm.-kath.   | Losheim am See/Rissenthal (Standort)       | 1836                 | Saalkirche |
|      |         | St. Helena                        | röm.-kath.   | Losheim am See/Wahlen (Standort)           | 1750/1928            | |
|      |         | St. Hubertus                      | röm.-kath.   | Losheim am See/Niederlosheim (Standort)    | 1763/1957            | |
|      |         | St. Cosmas und Damian             | röm.-kath.   | Losheim am See/Mitlosheim (Standort)       | 1908/1954            | neugotischer Chor erhalten |
|      |         | St. Medardus                      | röm.-kath.   | Losheim am See/Waldhölzbach (Standort)     | 1964                 | Kirchengebäude im Stil des Brutalismus; Architekt: Hanns Schönecker |
|      |         | St. Cyprian und Justina           | röm.-kath.   | Losheim am See/Scheiden (Standort)         | 1842/ 1957           | |
|      |         | Herz Jesu                         | röm.-kath.   | Losheim am See/Bergen (Standort)           | 1924                 | |
|      |         | St. Wendalinus                    | röm.-kath.   | Losheim am See/Britten (Standort)          | 1824                 | |
|      |         | St. Brigitta                      | röm.-kath.   | Losheim am See/Hausbach (Standort)         | 1953                 | |
|      |         | St. Lutwinus                      | röm.-kath.   | Mettlach (Standort)                        | 1905                 | Neoromanische Wallfahrtskirche |
|      |         | St. Josef                         | röm.-kath.   | Mettlach (Ortslage: Keuchingen) (Standort) | 1965                 | Kirche 2004 profaniert und 2005 abgerissen. Nicht zu verwechseln mit der Kapelle St. Joseph in Mettlach. |
|      |         | St. Joseph                        | röm.-kath.   | Mettlach (Standort)                        | 1864/ 1882           | Neogotische Privatkapelle auf dem Grundstück der Keramikfirma Villeroy & Boch nach dem Vorbild der Sainte-Chapelle in Paris; Ursprünglicher Standort in Wallerfangen, 1879–1882 Übertragung und Wiedererrichtung in Mattlach; Nicht zu verwechseln mit der ehemaligen Pfarrkirche St. Josef in Mettlach-Keuchingen. |
|      |         | Evangelische Kirche               | ev.          | Mettlach (Standort)                        | 1962                 | Zeltförmiges Kirchengebäude |
|      |         | St. Gangolf                       | röm.-kath.   | Mettlach (Standort)                        | 1776                 | Die barocke Saalkirche liegt in einer abgelegenen Siedlung zwischen Mettlach und Besseringen am Fuß der Saarschleife und wurde zudem von 1901 bis 1974 als Kapuzinerkloster genutzt. |
|      |         | St. Antonius                      | röm.-kath.   | Mettlach/Saarhölzbach (Standort)           | 1792/ 1848 1930      | |
|      |         | St. Hubertus                      | röm.-kath.   | Mettlach/Weiten (Standort)                 | 1727/ 1867 1922 1927 | |
|      |         | St. Stephanus                     | röm.-kath.   | Mettlach/Faha (Standort)                   | 1852                 | |
|      |         | St. Nikolaus                      | röm.-kath.   | Mettlach/Orscholz (Standort)               | 1831/ ~ 1900         | Erweiterung der Kirche um 1900 |
|      |         | Evangelische Kirche               | ev.          | Mettlach/Orscholz (Standort)               | 1960                 | |
|      |         | St. Martin                        | röm.-kath.   | Mettlach/Tünsdorf (Standort)               | 1949                 | Sehenswerte Fensterrose und Klais-Orgel aus dem Jahr 1964 |
|      |         | St. Medardus                      | röm.-kath.   | Mettlach/Nohn (Standort)                   | 1923                 | |
|      |         | St. Nikolaus                      | röm.-kath.   | Mettlach/Dreisbach (Standort)              | 1950                 | Filialkirche bzw. Kapelle |
|      |         | St. Odilia                        | röm.-kath.   | Mettlach/Bethingen (Standort)              | 1960                 | Filialkirche bzw. Kapelle |
|      |         | St. Gervasius und St. Protasius   | röm.-kath.   | Perl (Standort)                            | 1716 1928            | 1928 Erweiterung der Kirche |
|      |         | Evangelische Kirche               | ev.          | Perl (Standort)                            | 1929                 | |
|      |         | St. Margaretha                    | röm.-kath.   | Perl/Besch (Standort)                      | 1849                 | |
|      |         | St. Martin                        | röm.-kath.   | Perl/Nennig (Standort)                     | 1805/ 1838           | Historische Breidenfeld-Orgel von 1884 |
|      |         | St. Gangolf                       | röm.-kath.   | Perl/Oberleuken (Standort)                 | 1951                 | |
|      |         | St. Johannes der Täufer           | röm.-kath.   | Perl/Borg (Standort)                       | 1951                 | |
|      |         | St. Philippus und Jakobus         | röm.-kath.   | Perl/Eft-Hellendorf (Standort)             | 1908                 | Neuromanisches Kirchengebäude |
|      |         | St. Michael                       | röm.-kath.   | Perl/Büschdorf (Standort)                  | 1867                 | Filialkirche |
|      |         | St. Remigius                      | röm.-kath.   | Perl/Tettingen-Butzdorf (Standort)         | 1851/ 1952           | |
|      |         | St. Dionysius                     | röm.-kath.   | Perl/Sinz (Standort)                       | 1950                 | |
|      |         | St. Jakobus                       | röm.-kath.   | Perl/Keßlingen (Standort)                  | 1796                 | Filialkirche bzw. Kapelle |
|      |         | St. Nikolaus und St. Bernhard     | röm.-kath.   | Perl/Wochern (Standort)                    | 15. Jh./ 1789        | Filialkirche bzw. Kapelle |
|      |         | Allerheiligen                     | röm.-kath.   | Wadern (Standort)                          | 1817                 | Saalkirche |
|      |         | Evangelische Kirche               | ev.          | Wadern (Standort)                          | 1896/1967            | Neugotisches Kirchengebäude; Kirchturm aus dem Jahr 1967 |
|      |         | Neuapostolische Kirche            | neuap.       | Wadern (Standort)                          | 1993                 | |
|      |         | Herz Jesu                         | röm.-kath.   | Wadern/Nunkirchen (Standort)               | 1896                 | Neugotisches Kirchengebäude |
|      |         | Mariä Himmelfahrt                 | röm.-kath.   | Wadern/Büschfeld (Standort)                | 1959                 | |
|      |         | St. Antonius                      | röm.-kath.   | Wadern/Bardenbach (Standort)               | 1770/ 1923/ 1952     | |
|      |         | St. Johannes                      | röm.-kath.   | Wadern/Noswendel (Standort)                | 1933                 | |
|      |         | St. Michael                       | röm.-kath.   | Wadern/Lockweiler (Standort)               | 1961                 | Freistehender romanischer Kirchturm aus dem 12. Jahrhundert; Klais-Orgel aus dem Jahr 1929; 2025 profaniert, Abriss geplant. |
|      |         | Schlosskirche Heilig Kreuz        | röm.-kath.   | Wadern/Dagstuhl (Standort)                 | 1763                 | barocke Saalkirche |
|      |         | Herz Jesu                         | röm.-kath.   | Wadern/Kostenbach (Standort)               | 1889/ 1972           | Neoromanische Pfarrkirche; 1972 um ein Querhaus erweitert |
|      |         | St. Martin                        | röm.-kath.   | Wadern/Wadrill (Standort)                  | 1890                 | Neoromanische Pfarrkirche; Romanischer Kirchturm |
|      |         | St. Liborius                      | röm.-kath.   | Wadern/Steinberg (Standort)                | 1953                 | |
|      |         | St. Wolfgang                      | röm.-kath.   | Wadern/Morscholz (Standort)                | 1750/ 1934           | Romanischer Kirchturm |
|      |         | St. Wendalinus                    | röm.-kath.   | Wadern/Wedern (Standort)                   | 1950                 | Filialkirche bzw. Kapelle |
|      |         | Mariä Himmelfahrt                 | röm.-kath.   | Wadern/Rathen (Standort)                   | 1896                 | Filialkirche bzw. Kapelle |
|      |         | St. Jakobus der Ältere            | röm.-kath.   | Weiskirchen (Standort)                     | 1833/ 1952           | |
|      |         | St. Johannes der Täufer           | röm.-kath.   | Weiskirchen/Konfeld (Standort)             | 1857                 | |
|      |         | St. Martin                        | röm.-kath.   | Weiskirchen/Thailen (Standort)             | 1953                 | |
|      |         | Mariä Himmelfahrt                 | röm.-kath.   | Weiskirchen/Rappweiler-Zwalbach (Standort) | 1969                 | Zeltförmiges Kirchengebäude; Jugendkirche MIA |
|      |         | Maria Königin                     | röm.-kath.   | Weiskirchen/Weierweiler (Standort)         | 1955                 | Filialkirche |